# Nabi Sorouri
Nabiollah „Nabi” Sorouri (pers. نبی‌الله سُروری; ur. w 1933 w Baku, zm. w 2002) – irański zapaśnik walczący w stylu wolnym. Olimpijczyk z Melbourne 1956, gdzie zajął czwarte miejsce w kategorii 73 kg.
Mistrz świata w 1957; piąty w 1959.  Wicemistrz igrzyskach azjatyckich w 1958. Piąty w Pucharze Świata w 1958 roku.